# أولين جاي إغن
أولين جاي إغن (بالإنجليزية: Olin J. Eggen)‏ هو عالم فلك أمريكي، ولد في 9 يوليو 1919 في مقاطعة روك في الولايات المتحدة، وتوفي في 2 أكتوبر 1998 في كانبرا في أستراليا.